# بوبي هيوز
بوبي هيوز (بالإنجليزية: Bobby Hughes)‏ (5 سبتمبر 1892 في المملكة المتحدة - 1 يناير 1955) هو لاعب كرة قدم بريطاني (وحمل سابقاً جنسية المملكة المتحدة لبريطانيا العظمى وأيرلندا) في مركز الهجوم. لعب مع شيفيلد يونايتد ونادي برينتفورد ونادي روتشديل ونادي نورثامبتون تاون وهال سيتي وWigan Borough F.C. ‏ وAshton National F.C. ‏.